# アルミニウム電池
アルミニウム電池は、負極にアルミニウムを使用する電池の総称。

## 概要
アルミニウムはボーキサイトやアルミ缶のリサイクルから取り出すことが可能で資源が偏在せず比較的豊富なため、次世代電池の候補として期待されているものの、複数の理由により実用化は遅れていた。
アルミニウム電池には複数の種類がある。
- 空気アルミニウム電池 - アルミニウムと空気中の酸素の電気化学反応により起電力を生じる。
- アルミニウムイオン電池 - 正極に層間化合物を用い、アルミニウムイオンのインターカレーションを利用する[1]。
- 溶融塩アルミニウム電池 - 電解質として溶融塩を使用する。高温に維持しなければならない[2]。

## 空気アルミニウム電池
アルミニウムと空気中の酸素の電気化学反応により起電力を生じる。従来は放電時に不動態の酸化アルミニウムが生じるため充電が困難だったが、近年、充電が可能になりつつある。

## アルミニウムイオン電池
負極に金属アルミニウムを使用して充放電してもデンドライトが発生しないのでセパレータを薄くできるので高容量化が期待されるが、アルミニウムイオン(Al3+)は3価のイオンなので1価のリチウムイオン(L+)と比較して同じ量のイオンであれば高容量化が可能である反面、3価のカチオンによるホスト材料の静電的インターカレーションは、電気化学的挙動に対して強すぎるため、電極が劣化して充放電サイクル寿命の低下に繋がる。発火の危険性が低く、安全性が高く、資源が豊富で高速充電が可能で出力密度が3kW/kgと高いため大電流放電が可能だが、エネルギー密度は約40Wh/kgで、既存のLiイオン2次電池の1/4と小さく、鉛蓄電池やニッケル水素（Ni-MH）電池と同水準なので重量毎の高容量化が困難。

## 溶融塩アルミニウム電池
電解質として溶融塩を使用する。高温に維持しなければならない。

## 二次電池化への取り組み
リチウムと比較すると資源が多くエネルギー密度が比較的高いため、二次電池の負極材としてアルミニウムを使用する事は古くから考えられていたが複数の理由で実用化には至っていない。以下の原因が考えられる。
- 充放電時に不動態を生じる。
- アルミニウムはイオンの大きさがリチウムよりも大きく、3価のイオンであるため、正極に層間化合物を利用した場合、拡散速度が遅く、電解質内でのイオン移動度が下がる。